# Nedošínský háj
Nedošínský háj je les mezi obcemi Nedošín a Tržek. Je znám především díky své zajímavé historii, v rámci Litomyšlska jde ovšem také o území pozoruhodných přírodních hodnot. Na plochém hřbetu se vyskytují zachovalá dubohabrová společenstva třetího vegetačního stupně, která v severní, nivní části území přecházejí v olšovo-jasanový luh. Háj je domovem mnoha druhů živočichů, zejména ptáků.

## Historie
První zmínky o háji pochází ze 14. století. Tehdy zde byla obora, později přeměněná v bažantnici. České veřejnosti je Nedošínský háj znám především jako dějiště románu Aloise Jiráska Filosofská historie. V něm jsou popsány parkové úpravy háje, provedené v 19. století. V té době patřil háj k nejoblíbenějším výletním cílům obyvatel Litomyšle.

## Ochrana přírody
V roce 1940 byl háj zastupitelstvem osad města Litomyšle prohlášen za ptačí a bylinnou rezervaci, což ovšem německá okupační lesní správa odmítla respektovat. Ihned po skončení druhé světové války byl proto háj znovu vyhlášen za částečnou rostlinnou a úplnou ptačí rezervaci místním národním výborem v Litomyšli. V roce 1949 došlo i k legislativní úpravě, kdy byl háj vyhlášen přírodní rezervací k ochraně porostní skladby, vegetačního krytu i zvířeny. Výměra byla stanovena na 30,73 ha. V roce 1992 došlo k přeřazení do kategorie přírodní památka.

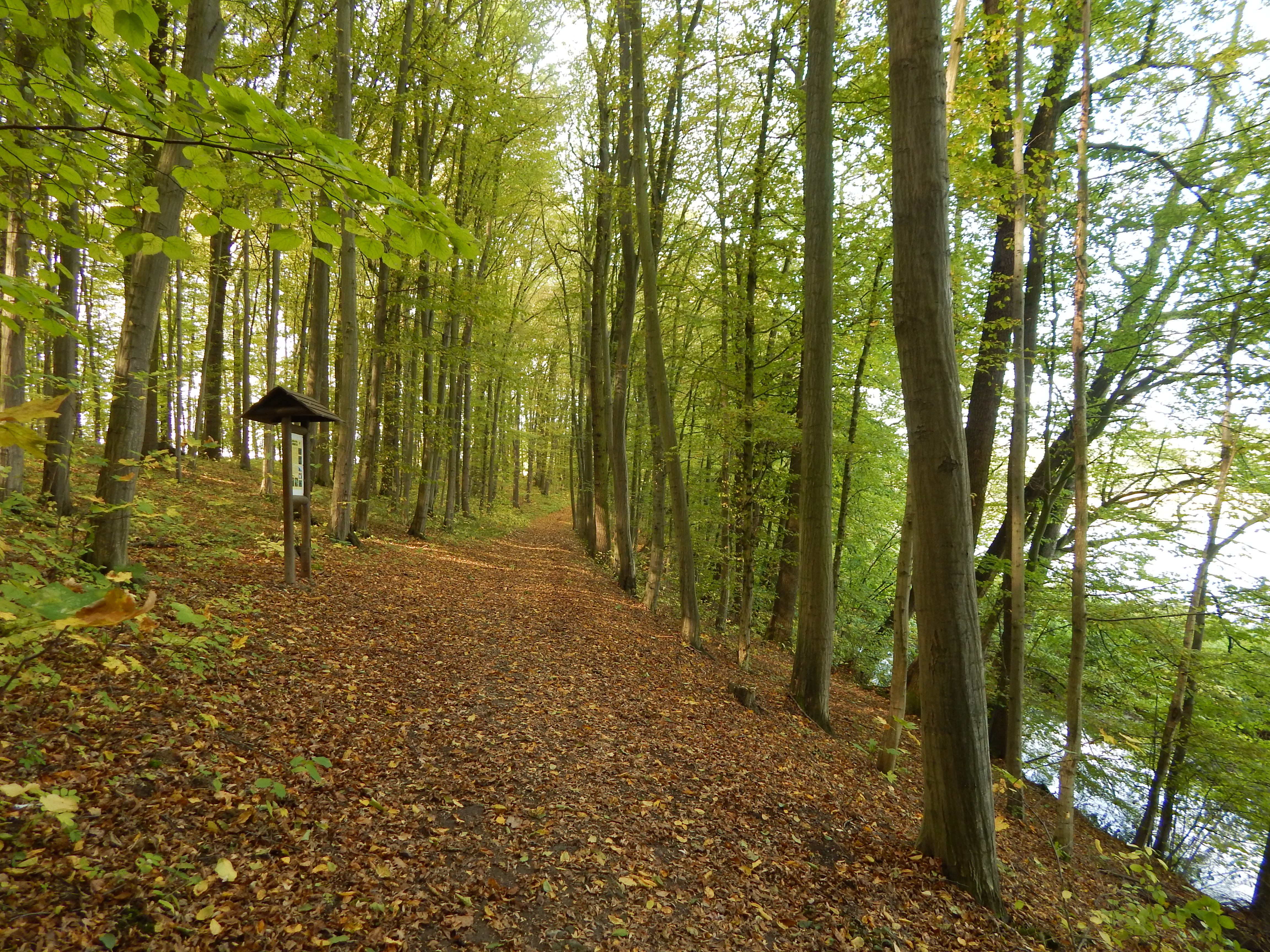
Naučná stezka v Nedošínském háji
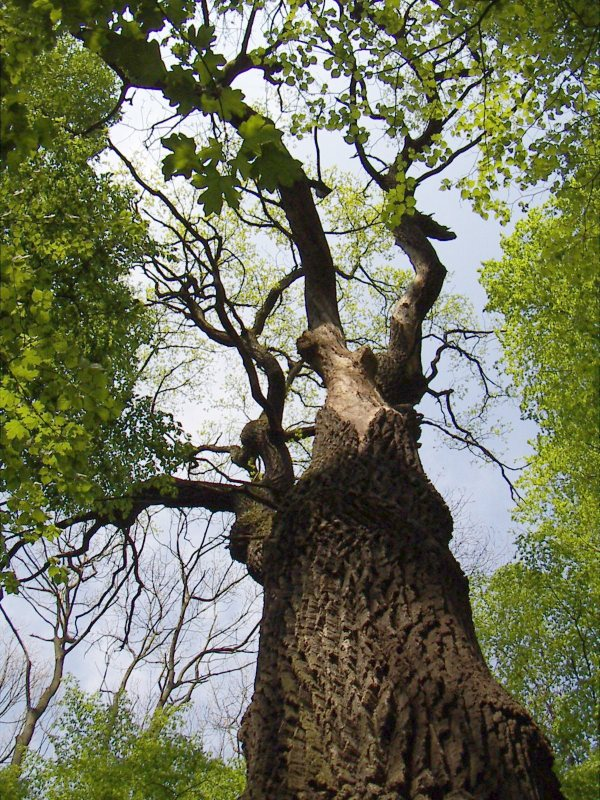
Koruna věkovitého dubu letního v nivní části Nedošínského háje
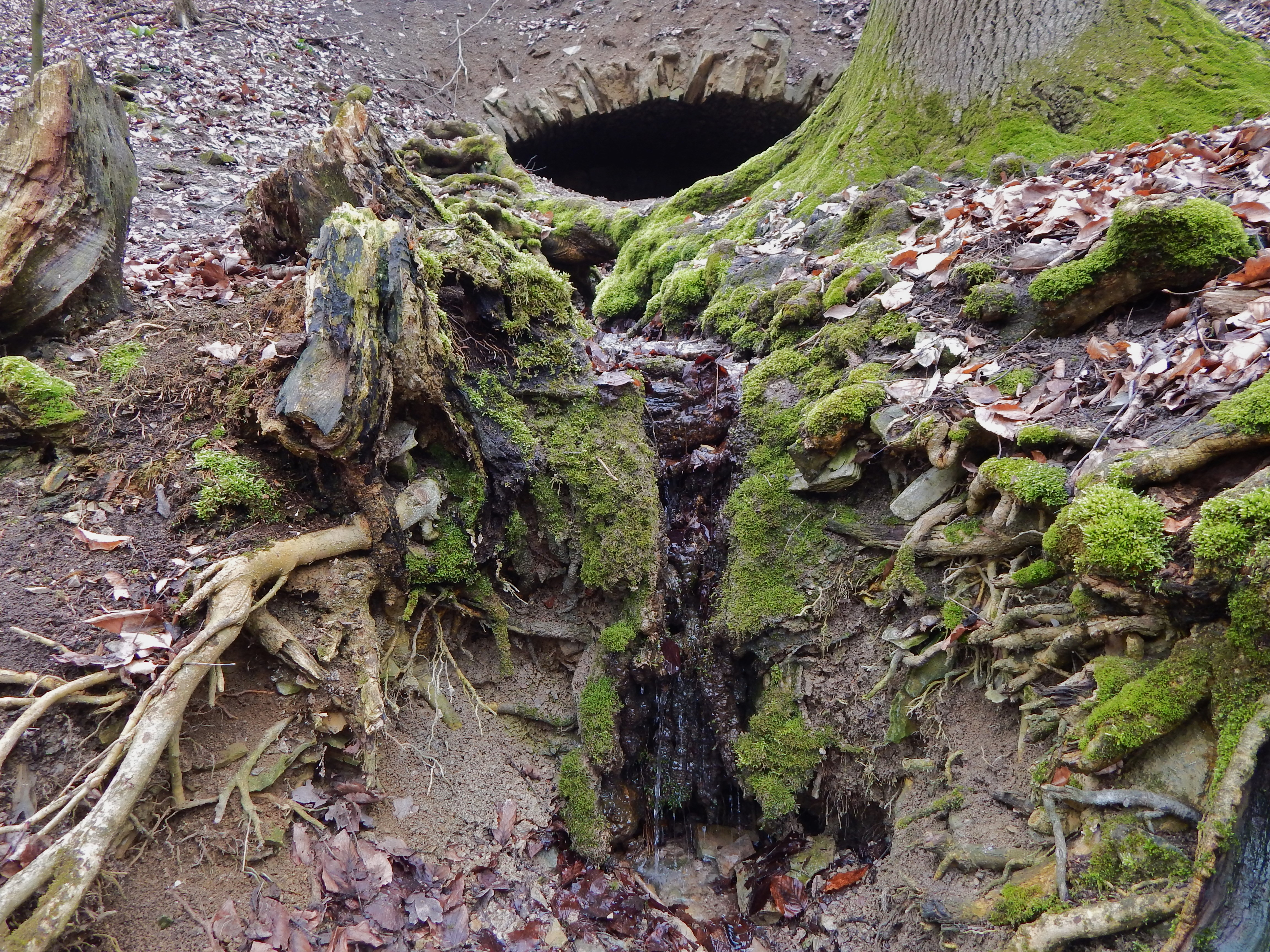
Pramen v háji
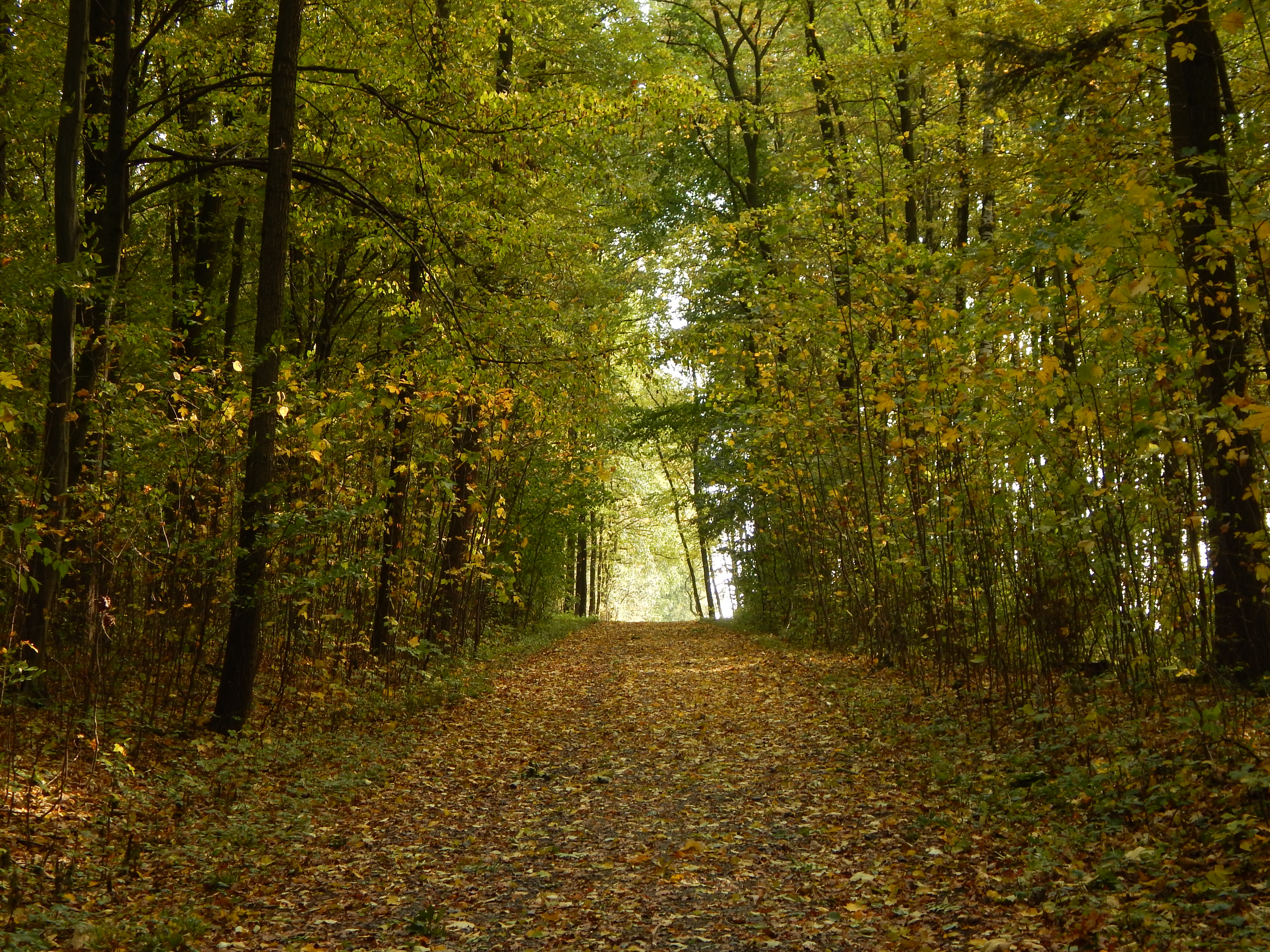
V Nedošínském háji
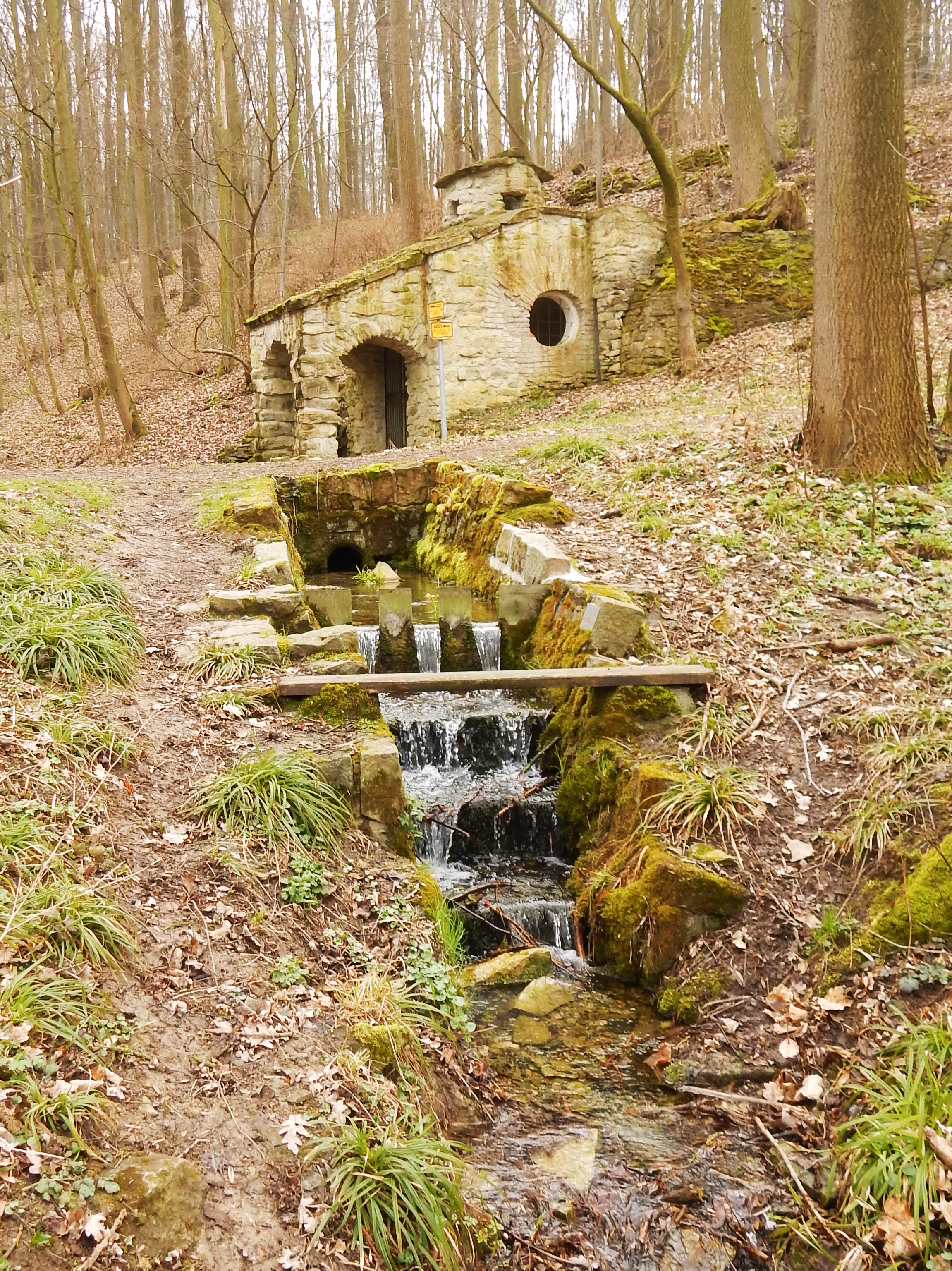
Pramen pod kaplí